# Batalha de Marj Rahit
A Batalha de Marje Raite (em árabe: يوم مرج راهط) foi uma das primeiras batalhas da Segunda Fitna. Foi travada em 18 de agosto de 684 entre os exércitos dominados por calbitas da confederação tribal iamanita, apoiando os omíadas sob o califa Maruane I, e os caicitas sob Daaque ibne Cais Alfiri, que apoiavam Abedalá ibne Zobair, baseado em Meca; este último se proclamou califa. A vitória calbita consolidou a posição dos omíadas sobre Bilade Axame (o Levante Islâmico), abrindo caminho para sua eventual vitória na guerra contra ibne Zobair. No entanto, também deixou um legado amargo de divisão e rivalidade entre os caicitas e os iamanitas, que seria uma fonte constante de conflito e instabilidade para o restante do Califado Omíada.

## Antecedentes
Com a morte de Moáuia I (r. 661–680), o fundador do Califado Omíada, em 680, o mundo muçulmano foi lançado em turbulência. Embora Moáuia tenha nomeado seu filho, Iázide I, como seu herdeiro, essa escolha não foi universalmente reconhecida, especialmente pelas antigas elites de Medina, que desafiaram a reivindicação dos omíadas à sucessão. Entre eles, os dois principais candidatos ao califado eram álida Huceine ibne Ali e Abedalá ibne Zobair. Huceine inicialmente tentou uma revolta direta contra os omíadas, mas isso resultou em sua morte na Batalha de Carbala em outubro de 680, deixando ibne Zobair como o principal candidato. Enquanto Iázide viveu, ibne Zobair denunciou seu governo do santuário de Meca, mas não reivindicou abertamente o califado, insistindo que o califa deveria ser escolhido da maneira tradicional, por uma assembleia tribal (xura) entre todos os coraixitas. Após a revolta aberta de Medina contra o domínio omíada, em 683 Iázide enviou um exército para a Arábia que derrotou os medinenses e sitiou Meca, a cidade mais sagrada do Islã, mas a morte de Iázide em novembro forçou a força expedicionária a voltar para casa.
Iázide foi sucedido por seu filho, Moáuia II, mas ele morreu algumas semanas depois e nunca desfrutou de qualquer autoridade real fora do reduto tradicional da família de Bilad al-Sham. Sua morte provocou uma crise, já que seus outros irmãos eram jovens demais para ter sucesso. Como resultado, a autoridade omíada entrou em colapso em todo o califado e ibne Zobair foi aceito pela maioria dos muçulmanos como seu novo líder: o governador omíada do Iraque, Ubayd Allah ibn Ziyad, foi expulso da província, moedas em nome de ibne Zobair foram cunhadas na Pérsia e as tribos Qaysi do norte da Síria e Jazira (Alta Mesopotâmia) passou para sua causa. O governador de Homs, Anumane ibne Baxir Alançari, e os himiaritas que dominavam seu distrito apoiaram ibne Zobair, assim como Natil ibne Cais, que expulsou o governador pró-omíada da Palestina, seu rival dentro da tribo Judã Rau ibne Zimba. Até mesmo alguns membros da família omíada consideraram ir a Meca e declarar sua lealdade a ele. No centro e sul da Síria, no entanto, a causa omíada foi defendida pelas tribos locais, lideradas pelos calbitas sob ibne Badal e ibne Ziade. Por iniciativa deles, uma xura das tribos leais foi realizada em Jabia, onde Maruane ibne Aláqueme, um primo distante de Moáuia I que havia sido um assessor próximo do califa Otomão (r. 644–656), foi eleito como candidato do califa omíada.

## Escaramuças de abertura e a batalha de Marje Raite
A eleição de Maruane provocou a reação dos caicitas, que se uniram em torno do governador de Damasco, Adaaque ibne Cair Alfiri. Depois de vacilar entre os dois candidatos, Adaaque foi persuadido a reconhecer ibne Zobair e começou a reunir suas forças no campo de Marje Assufar, perto de Damasco. Em resposta, a coalizão omíada marchou sobre Damasco, que foi entregue aos omíadas por um membro da tribo gassânida.
Os dois exércitos se enfrentaram pela primeira vez em meados de julho de 684 na planície de Marje Assufar, e os caicitas foram empurrados em direção a Marje Raite, planície a cerca de 17 quilômetros a nordeste de Damasco (entre as modernas cidades de Douma e Adra). Seguiram-se vinte dias de escaramuças entre os dois campos, até que a batalha final ocorreu em 18 de agosto. Os números dos dois oponentes são incertos: al-Tabari coloca as forças de Maruane em seis mil, outra tradição em 13 e 30 mil para Maruane e Adaaque, respectivamente, enquanto ibne Caiate infla os números para 30 e 60 mil, respectivamente. As tradições concordam, no entanto, que as forças omíadas estavam consideravelmente em menor número. Os comandantes de Maruane eram Abade ibne Ziade, Anre ibne Saíde Alasdaque e Ubaide Alá ibne Ziade (outra tradição tem Ubaide Alá comandando a cavalaria e Maleque ibne Hubaida Alçacuni a infantaria), enquanto apenas um dos comandantes de Adaaque, Ziade ibne Anre ibne Moáuia Alucaili, é conhecido.
Uma infinidade de anedotas, relatos individuais e poemas sobre a batalha sobreviveu, mas os detalhes da batalha em si não são claros, exceto que o dia resultou em uma vitória omíada esmagadora: os principais líderes dos caicitas, incluindo Adaaque, caíram no campo. Nikita Elisséeff explica o sucesso omíada pela possível deserção de tribos alinhadas a Cais durante as semanas anteriores, ansiosas por defender a hegemonia síria sobre o califado. Além disso, Elisséeff aponta que os omíadas ainda controlavam o tesouro do estado em Damasco, permitindo-lhes subornar tribos para se juntarem a eles. Os remanescentes do exército caicita fugiram para Carcísia sob Zufar ibne Alharite Alquilabi, e Maruane foi oficialmente proclamado califa em Damasco.

## Consequências
A vitória em Marje Raite garantiu a posição dos omíadas na Síria e permitiu que eles partissem para a ofensiva contra os partidários de ibne Zobair. O Egito foi recuperado no final do ano, mas uma tentativa de recuperar o Iraque sob Ubaide Alá ibne Ziade foi derrotada por forças pró-álida sob Almoctar perto de Moçul em agosto de 686. Abedal Maleque, que sucedeu seu pai Maruane I após a morte deste último em abril de 685, restringiu-se a garantir sua própria posição, enquanto Muçabe ibne Zobair derrotou Almoctar e ganhou o controle de todo o Iraque em 687. Em 691, Abedal Maleque conseguiu trazer os caicitas de Zufar Alquilabi de volta ao rebanho omíada e avançou para o Iraque. Muçabe ibne Zobair foi derrotado e morto, e a autoridade omíada restabelecida em todo o Oriente. Em outubro de 692, após outro cerco a Meca, Abedalá ibne Zobair foi morto e a guerra civil terminou.

## Impacto
O legado mais duradouro de Marje Raite foi o endurecimento da divisão caicita-calbita na Síria, que foi paralela na divisão e rivalidade entre o Mudar, liderado pelos tamimitas, e a aliança rebiaíta e azedita no Iraque. Juntas, essas rivalidades causaram um realinhamento das lealdades tribais em duas confederações tribais ou "supergrupos" em todo o califado: o bloco "árabe do norte" ou caicita / modarita, oposto pelos "árabes do sul" ou iamanitas, embora esses termos fossem políticos e não estritamente geográficos, uma vez que os rebiaítas propriamente "do norte" aderiram aos iamanitas do "sul". Os califas omíadas tentaram manter um equilíbrio entre os dois grupos, mas essa divisão e a rivalidade implacável entre os dois grupos tornaram-se um elemento fixo do mundo árabe nas décadas seguintes, já que até mesmo tribos originalmente não alinhadas foram atraídas para se afiliar a um dos dois supergrupos. Sua constante disputa por poder e influência dominou o Califado Omíada, criando instabilidade nas províncias, ajudando a fomentar a desastrosa Terceira Fitna e contribuindo para a queda final dos omíadas nas mãos dos abássidas. De fato, na avaliação de Julius Wellhausen, Marje Raite "trouxe a vitória aos omíadas e, ao mesmo tempo, destruiu os alicerces de seu poder". A divisão continuou muito tempo depois: como escreve Hugh N. Kennedy, "Até o século XIX, batalhas ainda estavam sendo travadas na Palestina entre grupos que se autodenominavam caicita e iamanita".